# Pan-Afrikaans Parlement
Het Pan-Afrikaans Parlement (PAP), ook bekend als het Afrikaans Parlement, is de wetgevende macht van de Afrikaanse Unie en is opgericht in maart 2004, als een van de negen organen die opgericht zijn in het Verdrag van de Afrikaanse Economische Gemeenschap. Dit verdrag is getekend in 1991 in Abuja, Nigeria. 
Het PAP houdt toezicht, en heeft een adviserende rol. Het parlement zou eerst in Addis Abeba in Ethiopië gevestigd worden, maar is later verplaatst naar Midrand in Zuid-Afrika.
Het Pan-Afrikaans Parlement dient als platform voor de Afrikanen en de kleinere internationale organisaties om meer betrokken te worden bij de discussies en de besluitvorming over de problemen en uitdagingen op het Afrikaanse continent.
Het parlement heeft telkens een mandaat van vijf jaar. Op 28 oktober 2009 begon het parlement aan haar tweede mandaat. De Zuid-Afrikaanse President, Jacob Zuma, hield de openingsspeech en riep de lidstaten van de Afrikaanse Unie op om het parlement meer wetgevende macht te geven en tot directe verkiezing van de parlementsleden.

## Samenstelling
Het Pan-Afrikaanse Parlement heeft maximaal 275 vertegenwoordigers die gekozen worden door de wetgevers van de 55 staten van de Afrikaanse Unie.
Bovendien werden er tien Permanente Comités opgericht, die zich bezighouden met verschillende sectoren van het leven in Afrika
De huidige president van het Parlement is Bethel Nnaemeka Amadi, uit Nigeria.
Het Parlement heeft ook vier Vice-Presidenten:
- voor Zuidelijk Afrika; Loide L. Kasingo (Namibië)
- voor Noord-Afrika; Moustafa El Gendy (Egypte)
- voor Oost-Afrika; Juliana Kantengwa (Rwanda)
- voor Centraal-Afrika; Roger Nkodo Dang (Kameroen)

Deze vertegenwoordigers vormen de samenstelling van het Bureau van het Pan-Afrikaans Parlement. Het Parlement krijgt ondersteuning van het Secretariaat van het Pan-Afrikaans Parlement.

## Doelstellingen van het Pan-Afrikaans Parlement
De doelstellingen van het parlement staan in het Protocol ter oprichting van het Pan-Afrikaans Parlement. 
De doelstellingen:
- Uitvoeren van het beleid en doelstellingen van de Afrikaanse Unie.
- Het ontwikkelen van beleid op het gebied van mensenrechten en democratie in Afrika.
- Toezicht houden op het uitvoeren van 'goed bestuur' in de lidstaten.
- Inlichten van de Afrikaanse bevolking over de doelstellingen en beleid van de Afrikaanse Unie
- Nastreven van vrede, veiligheid en stabiliteit op het Continent
- Promoten van ontwikkeling en economisch herstel, zodat het zal leiden tot een meer welvarende toekomst van de Afrikaanse bevolking
- Nastreven van samenwerking en ontwikkeling in Afrika
- Versterken van de Afrikaanse solidariteit

## Macht van het Parlement
- Het onderzoeken, discussiëren en het uiten van een mening over de zaken die zich afspelen op het Afrikaanse continent.
- Het bespreken van het budget van het Parlement en het budget van de Gemeenschap en het maken van voorstellen voor de Raad van de Afrikaanse Unie.

Tijdens een van de eerste sessies van het Parlement, heeft het besloten om een onderzoeksmissie te sturen naar de regio van Darfur in Soedan.